# Philippe Albert
Philippe Julien Albert (n. Bouillon, Bélgica, 10 de agosto de 1967) es un exfutbolista belga, que se desempeñó como defensa y militó en diversos clubes de Bélgica e Inglaterra. 

## Selección nacional
Albert jugó 41 partidos internacionales, para la selección nacional belga y anotó 5 goles. Participó en dos citas mundialistas, que fueron en Italia 1990 y finalmente en Estados Unidos 1994, donde la selección belga, fue eliminada de ambos mundiales en Octavos de final. Eso sí, Albert convirtió 2 goles en el Mundial de Estados Unidos 1994. Uno se lo hizo a los Países Bajos en el triunfo de su selección por 1-0 en Orlando y otro a Alemania, en la caída por 3-2 en Chicago.

## Clubes
| Club             | País       | Año         |
| ---------------- | ---------- | ----------- |
| Charleroi        | Bélgica    | 1986 - 1988 |
| Mechelen         | Bélgica    | 1988 - 1991 |
| Anderlecht       | Bélgica    | 1991 - 1994 |
| Newcastle United | Inglaterra | 1994 - 1998 |
| Fulham           | Inglaterra | 1998 - 1999 |
| Charleroi        | Bélgica    | 1999 - 2000 |

## Participaciones en Copas del Mundo
| Mundial                        | Sede           | Resultado        |
| ------------------------------ | -------------- | ---------------- |
| Copa Mundial de Fútbol de 1990 | Italia         | Octavos de final |
| Copa Mundial de Fútbol de 1994 | Estados Unidos | Octavos de final |